# 2,6-二环己基苯酚
2,6-二环己基苯酚是一种有机化合物，化学式为C18H26O。它可以在环己烯和苯酚的催化反应中生成，该反应还会生成2,4-二环己基苯酚。它在吡啶存在下和三光气反应，可以得到氯甲酸-2,6-二环己基苯酯。